# Stazione di Valdibrana
La stazione di Valdibrana è una fermata ferroviaria, attualmente chiusa al pubblico, posta sulla linea Bologna-Pistoia, costruita in località Valdibrana, piccola frazione del comune di Pistoia.

## Storia

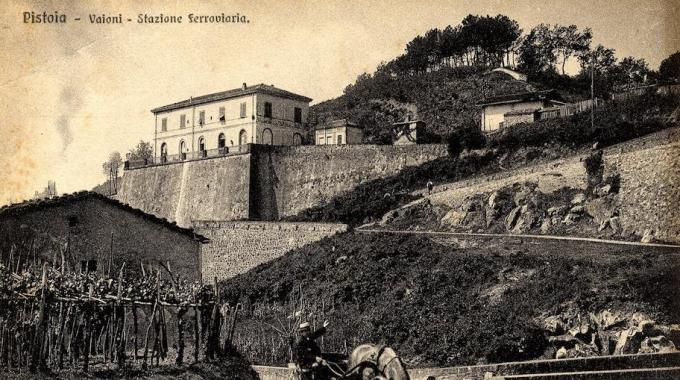
Vista del fabbricato viaggiatori dalla strada sottostante

La stazione è stata inaugurata nel 1882 con la denominazione di Vaioni, successivamente all'inaugurazione del tronco Pracchia-Pistoia della ferrovia Porrettana avvenuta il 3 novembre 1864.
Il 24 maggio 1927 venne attivato l'esercizio a trazione elettrica a corrente alternata trifase; la linea venne convertita alla corrente continua il 13 maggio 1935.
Dai primi anni novanta, con l'attivazione del Controllo Centralizzato del Traffico (CTC), la stazione viene impresenziata e chiusa al pubblico.
Dal 9 agosto 2020 la stazione viene declassata a fermata solo per servizio con norme particolari.

## Strutture e impianti
Stazione di passata importanza, soprattutto per il trasporto merci, testimoniato anche dal maestoso binario di lanciamento utilizzato per le locomotive a vapore. In passato possedeva due binari serviti da banchina per il servizio passeggeri, di cui quello di precedenza soppresso nel 2010, rendendola atta al solo distanziamento.
La stazione possedeva due binari particolari denominati binari di salvamento e lanciamento, il secondo è smantellato ed il viadotto è stato demolito. Durante il loro utilizzo avevano degli scopi ben precisi:
- Il binario di salvamento è in forte pendenza e veniva utilizzato per fermare i treni provenienti da Bologna in caso di guasto ai freni; Ora questo importante binario è interrotto da un paraurti e viene utilizzato come asta di manovra.
- Il binario di lanciamento era in lieve pendenza ed era utilizzato per dare una spinta ai convogli che partivano dalla stazione verso Pistoia. Di questo binario non rimane più nulla, a differenza del salvamento che mantiene intatti questo ed il viadotto. Per questo binario il viadotto è invece stato demolito.

Peculiarità dell'impianto era di possedere un piccolo fascio merci distaccato, ubicato ad est della stazione. Vi si accedeva attraverso un binario che sottopassa la Porrettana e finisce tronco nelle vicinanze. Lo scalo possiede due binari di cui uno che si dirama da quello di accesso.